# Hannopil
Hannopil (en ucraïnès: Ганнопіль) és un llogaret situat al Raió de Slavuta, a la Província de Khmelnitski a Ucraïna. El nombre d'habitants al cens de població de 2015 era 804 persones. El codi postal és 30030. El prefix telefònic és 3842. La població té una superfície de 4,58 quilòmetres quadrats.

## Història
La població era coneguda des de 1602, amb el nom de Glinniki. En 1793, el llogaret va passar a formar part de la província de Volínia de l'Imperi Rus. Entre 1922 i 1991, la població va formar part de la República Socialista Soviètica d'Ucraïna.

### Judaisme a Hannopil
Els jueus van instal·lar-se a Hannopil al segle xviii. En 1784, uns 215 jueus vivien en Hannopil, en 1931 la població jueva ascendia a 1.280 habitants. Des de la dècada de 1770, Hannopil a tingut un paper important en el moviment del judaisme hassídic. El Rabí Dov Ber Ben Abraham i el seu fill Abraham Ha-Malach (l'Àngel), van viure a Hannopil. L'àngel més tard va esdevenir un Tzadik a la localitat de Fastov. El Rabí Shneur Zalman de Liadí, fou el primer Rebe i el fundador de la dinastia hassídica Habad-Lubavitx, Zalman va estudiar al costat del Maguid de Mezritch. Després de la defunció del Maguid de Mezritch, el seu deixeble i seguidor Meshulam Zusha de Hannopil es va instal·lar a Hannopil.

### Holocaust
Durant els anys 1941 i 1942, la població jueva de Hannopil va ser exterminada. Les tombes del Dov Ber i del seu fidel deixeble Meshulam Zusha de Hannopil, ubicades al cementiri jueu, van ser vandalitzades durant la Segona Guerra Mundial. Les dues tombes són un indret de peregrinació per als jueus hassídics.